# Högsjöflottan

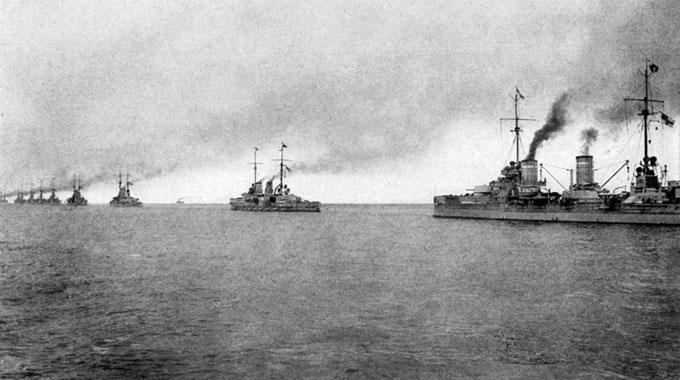
Högsjöflottan, 1917.

Högsjöflottan (tyska: Hochseeflotte) var den kejserliga tyska marinens (Kaiserliche Marine) huvudslagflotta under första världskriget.
Flottan bestod vid krigsutbrottet av tre slagskeppseskadrar om sammanlagt 15 moderna och åtta äldre slagskepp, fem slagkryssare, fyra pansarkryssare, 11 lätta kryssare, åtta jagarflottiljer om sammanlagt 88 jagare, två ubåtsflottiljer om 19 ubåtar samt två minkryssare och ett antal minsvepare.
Hochseeflotte var huvudsakligen baserad på hamnarna vid tyska bukten, främst Wilhelmshaven, Cuxhaven och Helgoland.